# 董玉毅
董玉毅（1981年7月—），男，汉族，江西景德镇人，中华人民共和国政治人物。拥有清华大学化学系、经济管理学院企业管理研究生学历。曾任中共海北州委常委、海晏县委书记、共青团青海省委书记。现任青海省人民政府副秘书长。